# Marie Chaix (communiste)
Pour les articles homonymes, voir Marie Chaix (écrivaine) et Chaix (homonymie).

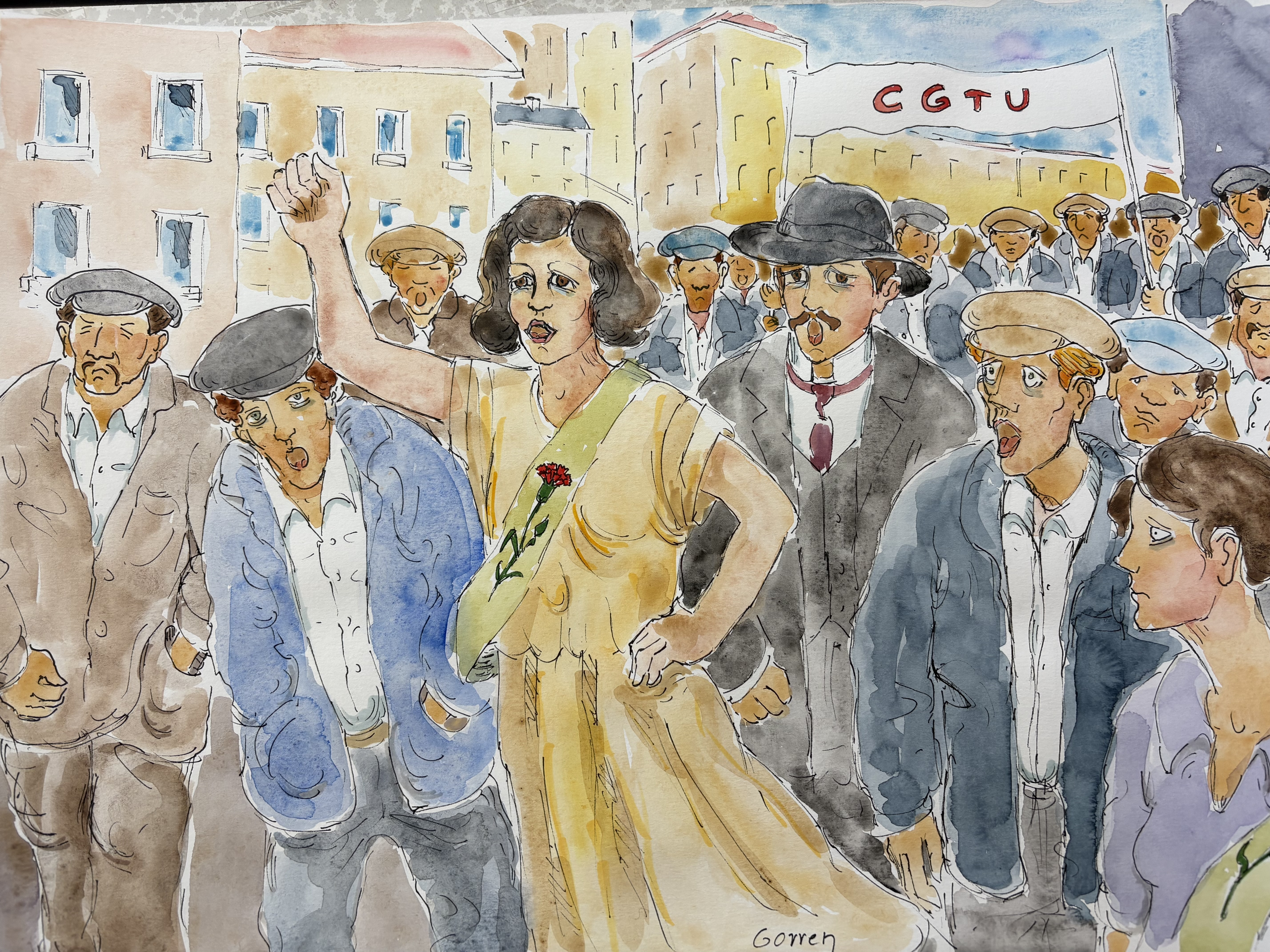
Marie, secrétaire du syndicat CGTU des cravatières.

Marie Chaix, née le 22 février 1886 à Bourg-de-Péage (Drôme) et morte le 20 août 1955 à Saint-Denis (alors dans le département de la Seine), est une militante communiste française.
Elle est élue au conseil municipal de Saint-Denis en 1925, deux décennies avant l'adoption officielle du droit de vote et d'éligibilité des femmes.

## Biographie
Née le 22 février 1886, Marie Chaix est née Marie Rocher, fille de Julienne Jassoud, légitimée par le mariage de sa mère avec Jean, Marie, Augustin Rocher. Ses parents sont fermiers à Génissieux où elle passe sa jeunesse. Son père biologique est Alexandre Noël Bourguignon (inventeur d'un soc de charrue puis fabricant de moissonneuses). 
En 1902, elle épouse François, Marie Gaud, son aîné de 24 ans, dont elle divorce en 1923. Elle se remarie avec Ernest Chaix, facteur, le 12 septembre 1923 à Saint-Denis, où elle réside 4 rue Petit, actuelle rue Auguste-Poullain,. En 1923, elle diffusait l’hebdomadaire féminin du PCF, L’Ouvrière.
Ouvrière brodeuse, elle est âgée de 39 ans quand elle est candidate, sur la liste du Bloc ouvrier et paysan, soutenue par le PCF où elle milite depuis plusieurs années. En effet, le Parti communiste a décidé d’inclure des femmes dans ses listes aux élections municipales de mai 1925, pour protester contre leur incapacité à voter.
Si les femmes sont privées du droit de vote, la réglementation électorale n'interdit pas explicitement leur candidature, si bien qu'après la victoire du cartel des gauches aux élections législatives de 1924, le PCF présente une dizaine de candidates en région parisienne, à Avignon (Vaucluse) avec les deux candidatures d'Antoinette Bellot et d'Angèle Rame, à Saint-Pierre-des-Corps (Indre-et-Loire) avec Émilie Joly et Adèle Métivier,.
Bien qu'adopté par l'Assemblée nationale le 20 mai 1919, le droit d'éligibilité et de vote des femmes en France est rejeté par le Sénat en 1922. Il ne sera adopté définitivement que le 21 avril 1944 et exercé pour la première fois le 29 avril 1945,. La question du vote féminin est donc un sujet de débat contemporain des élections municipales suivantes, puisqu'il est l'objet de trois propositions de loi, par le communiste Marcel Cachin (26 juin 1924), le conservateur Louis Marin (16 décembre 1924) et le socialiste Henry Fontanier (28 janvier 1925). Le 7 avril 1925, ce dernier texte prévoyant la seul droit de vote et d'éligibilité pour les élections municipales est adopté par les députés avec 390 voix contre 143. L’administration ne fait pas entrave pour enregistrer des candidatures féminines, en vertu d’une consigne du ministère de l’Intérieur autorisant le décompte des voix obtenues par des femmes. Ces candidatures résultent des directives du Secrétariat international féminin de Moscou relayées par Marthe Bigot. Conformément aux orientations fixées par le congrès de Lyon de 1924, la commission centrale municipale pilotée par Victor Cat, le Comité central et le Bureau politique entérinent en mars 1925 la nécessité des candidatures féminines aux élections municipales de 1925.
Dans le cadre de cette stratégie, Joséphine Pencalet est élue à Douarnenez (Finistère), au premier tour dès le 3 mai 1925. Un tract concernant le second tour de l’élection municipale de Saint-Denis fait allusion à cet exemple à suivre : « Si vous voulez avoir à Saint-Denis une seconde municipalité de Douarnenez, qui vous défende vigoureusement en tous lieux et en tous temps : votez pour la liste Laporte-Tremel ! Assurez la victoire du Bloc ouvrier-paysan? ». En même temps que Marie Chaix, trois autres femmes sont élues en banlieue parisienne : Augustine Variot à Malakoff, Marthe Tesson à Bobigny et Marguerite Chapon à Villejuif, avec à chaque fois un faible différentiel de voix avec les candidatures masculines, montrant une évolution des mentalités dans ces villes ancrées à gauche.
Marie Chaix est élue conseillère municipale de Saint-Denis le 10 mai 1925 avec 7 114 voix sur 15 634 votants et 19 942 inscrits, soit avec 267 voix de moins que le maire communiste Louis Laporte. Le 17 mai, elle devient adjointe au maire chargée des affaires sociales lors de l'installation du nouveau conseil municipal. Le 8 juin, le maire souligne lors de la première séance publique du nouveau conseil municipal : « nous avons le plaisir d’avoir avec nous une camarade femme […] ; aussi demanderons-nous aux pouvoirs publics de ratifier au plus tôt l’éligibilité et le droit de vote pour nos camarades femmes ».
Dans son édition du 23 mai Le Journal de Saint-Denis, hebdomadaire local républicain marqué à droite, un certain H. Monin publie une tribune contre « madame l’adjointe », « cette personne légalement indésirable » dont par dédain il n'écrit pas le nom, mettant en garde contre cette « usurpation de fonctions administratives » par une femme est « [susceptible] de nuire à un grand nombre de citoyens » »,.
Si le Préfet de la Seine annule son élection par arrêté le 27 mai 1925, Marie Chaix conteste cet acte le 23 juin et reste en fonction jusqu'à la confirmation de cet arrêté par le Conseil d'État le 29 janvier 1926, en même temps que Marthe Tesson, élue à Bobigny dans les mêmes circonstances,.
Elle meurt sans descendance le 20 août 1955. Elle est la tante et marraine de Roger Raoul Rocher, lui inspirant son engagement.

## Hommage
En décembre 2021, la Ville de Saint-Denis décide de donner son nom à la salle du Conseil municipal, ce qui est fait lors d'une cérémonie le 8 mars 2022,.